# Bezirksmuseum Margareten

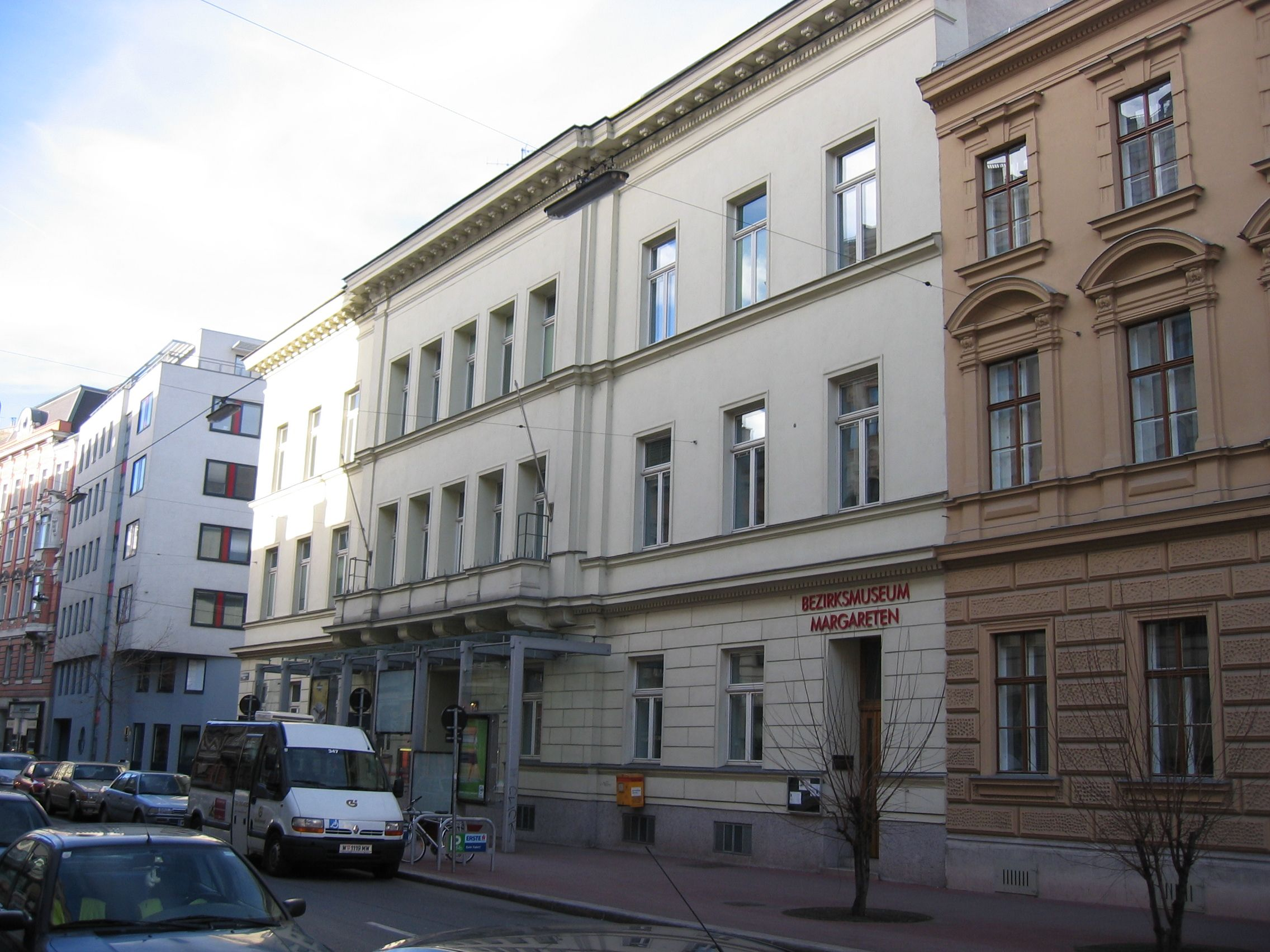
Eingang Bezirksmuseum beim Amtshaus

Das Bezirksmuseum Margareten ist ein Museum im 5. Wiener Gemeindebezirk Margareten. 

## Geschichte
Das Bezirksmuseum Margareten wurde als jüngstes Wiener Bezirksmuseum im Jahr 1975 von Bezirksvorsteher Johann Walter gegründet und ist im Amtshaus (Schönbrunner Straße 54) untergebracht. Das Museum ist auf die Geschichte des Bezirks und seiner Bewohner spezialisiert – in Wort und Bild.
Der Leiter des Museums ist derzeit (2008) Heinrich Spitznagl.

## Sammlungen
Das Bezirksmuseum Margareten besitzt Dokumentationen von der Vergangenheit bis in die Gegenwart, die auch auf erzählter Geschichte beruhen. Insbesondere ein großes Archiv an alten Fotografien und die Dokumentation von Margaretens Architektur zählen zu den Schwerpunkten dieses Museums. 
Weiters befasst sich das Museum auch mit dem Leben von Persönlichkeiten, die mit Margareten verbunden waren und die oft weit über Österreichs Grenzen hinaus bekannt geworden sind. (siehe: Margaretens Persönlichkeiten)